# Iglesia de San Pedro de Tavira
La iglesia de San Pedro de Tavira es un templo situado en el municipio vizcaíno de Durango.

## Descripción
Construida en el siglo XVI, conserva dos sarcófagos que se corresponderían con los de Sancho Estiguiz Ordúñez y Doña Toda. En el Diccionario geográfico-estadístico-histórico de España y sus posesiones de Ultramar de Pascual Madoz, se describe así:

[...] la de San Pedro Apostol fundada por la Sra. de Tavira, de la que se quedó la denominacion de S. Pedro de Tavira; es una de las mas ant. de Vizcaya; está sit. fuera del pueblo y es de una nave de 59 pies de long. por 36 de lat. con correderas, soportales y tres altares: bajo el coro y al costado der. de la puerta de entrada, hay dos sepulcros de piedra sin que se sepa positivamente quiénes en ellos hay enterrados.
(Madoz, 1847, p. 422)

Décadas después, ya en el siglo XX, se describe en el tomo de la Geografía general del País Vasco-Navarro dedicado a Vizcaya y coordinado por Carmelo de Echegaray Corta, con las siguientes palabras:

La iglesia de San Pedro de Tavira está á punto de desaparecer, si no se la pone pronto remedio, lo que sería muy sensible para el arte y para la historia. Pegada á ella está la capilla del Rosario, á cuya imagen tienen grande devoción los durangueses. Su único altar es del gusto plateresco, muy bueno, y de excelente ejecución las estatuas que le decoran; y sobre una mesa al lado del Evangelio, se ve la efigie de San Pedro, perteneciente á la iglesia de Tavira. Esta estatua es notable por su ejecución y por su antigüedad.
(Echegaray Corta, 1915-1921, p. 704)